# Ягрыш (приток Кичменьги)
Ягрыш — река в России, протекает в Великоустюгском районе Вологодской области. Устье реки находится в 182 км по левому берегу реки Кичменьга. Длина реки составляет 14 км.
Исток реки находится в южной части болота Векошье у границы с Кичменгско-Городецким районом в 31 км к югу от посёлка Полдарса. От истока течёт на юго-восток, затем поворачивает на восток, север и северо-восток. Всё течение проходит по ненаселённой холмистой тайге на возвышенности Северные Увалы. Приток — Липовка (левый). Впадает в Кичменьгу у нежилых деревень Погост и Мартыниха.

## Данные водного реестра
По данным государственного водного реестра России и геоинформационной системы водохозяйственного районирования территории РФ, подготовленной Федеральным агентством водных ресурсов:
- Бассейновый округ — Двинско-Печорский;
- Речной бассейн — Северная Двина;
- Речной подбассейн — Малая Северная Двина;
- Водохозяйственный участок — Юг;
- Код водного объекта — 03020100212103000010750.